# Frontière entre l'Inde et l'Indonésie
La frontière entre l'Inde et l'Indonésie est entièrement maritime et se situe en Océan Indien et Mer d'Andaman.
En 1974, un premier traité définit, la frontière entre Grande Nicobar et la pointe d'Aceh sur l’île de Sumatra:
- Point 1: 06° 38'.5 N, 94° 38'.0 E (équidistant entre Rondo et Boat Rock)
- Point 2: 06° 30'.0 N, 94° 32'.4 E (équidistant entre Rondo et un cap non-nommé au Nord-Est de la pointe Hayward)
- Point 3: 06° 16'.2 N, 94° 24'.2 E (équidistant entre Northwest Island et la Pygmalion Point)
- Point 4: 06° 00'.0 N, 94° 10'.3 E  (situé à 50 milles marins des extrémités)

En 1977, un traité étend cette frontière de chaque côté:
- Du côté de la Mer d'Andaman
  - Point 1: 06° 38' .5 N 94° 38' .0 E
  - Point K: 07° 02' 24" N 94° 55' 37" E
  - Point N: 07° 40' 06" N 95° 25' 45" E
  - Point O: 07° 46' 06" N 95° 31' 12" E
- Du côté de l'océan Indien
  - Point 4: 06° 00' .0 N 94° 10' .3 E
  - Point R: 05° 25' 20" N 93° 41' 12" E
  - Point S: 04° 27' 34" N 92° 51' 17" E
  - Point T: 04° 18' 31" N 92° 43' 31" E
  - Point U: 04° 01' 40" N 92° 23' 55"